# Romain Grosjean
Romain Grosjean (* 17. dubna 1986, Ženeva, Švýcarsko) je automobilový závodník, bývalý pilot Formule 1, který má občanství Francie a Švýcarska, ale jezdí s francouzskou závodní licencí. V roce 2007 se stal vítězem evropské Formule 3 v roce 2008 dokázal zvítězit v GP2 Asia Series.

## Osobní život
Předtím než se stal profesionálním automobilovým závodníkem, pracoval v bance v rodné Ženevě.
V roce 2012 se po tříletém vztahu oženil s francouzskou novinářkou Marion Jollès. Mají spolu syny Sachu (* 2013), Simona (* 2015) a dceru Camille (* 2017).

## Kariéra

### Juniorské formule
V roce 2003 vyhrál všech 10 závodů švýcarské Formule Renault 1.6 a postoupil do šampionátu francouzské formule Renault, kde v roce 2004 obsadil 7. místo s jedním vítězstvím. O rok později již tuto sérii dokázal vyhrát s 10 vítězstvími. Závodil také v Eurocupu formule Renault a závod ve Valencii dokončil na druhém místě.
Díky svým výsledkům a potenciálu byl zařazen do programu Renault F1 pro rozvoj mladých jezdců (Renault Driver Development)

### Formule 3
Jeho debut v této závodní sérii proběhl na okruhu Macau Guia, když zaskakoval na Loica Duvala u týmu Signature-Plus. Kvalifikoval se jako devatenáctý a závod dokončil na 9. pozici a porazil tak oba své týmové kolegy, Fabia Carboneho a Guillaume Moreaua.
V roce 2006 absolvoval celou sezonu v evropské Formuli 3, byl to pro něj těžký rok, získal jediné pódiové umístění a rok zakončil na 13. místě. Objevil se také v britské F3, kde na okruhu v Pau vyhrál oba závody, když pokaždé startoval z pole position a zajel nejrychlejší kolo v každém závodě.
Pro roku 2007 zůstal v evropské Formuli 3, ale přestoupil do týmu ASM, který se svými předchozími jezdci Jamie Greenem, Lewisem Hamiltonem a Paulem di Restou vyhrál tři tituly. Sébastien Buemi vedl šampionát na začátku sezony, ale on sám se posunul se na jeho pozici díky vítězství v 9. závodě sezony v Mugellu. Udržoval průběžné vedení a titul získal v posledním závodě roku. V této úspěšné sezoně také dokázal získat pole position na prestižním závodě F3 v Zolderu, ale dokončil až na 14. místě po zhasnutí motoru na startu.

### GP2
Závodil za tým ART Grand Prix v GP2 Asia Series, vyhrál oba první závody a zvítězil v šampionátu se 4 výhrami a 61 body.
S týmem ART zůstal také pro sezonu 2008 v GP2, když se jeho týmovými kolegy stali Luca Filippi a Sakon Yamamoto.
V prvním závodě na Circuit de Catalunya startoval jako jedenáctý po problémech v kvalifikaci. Probil se na 5. místo v cíli. V druhém závodě startoval jako čtvrtý a po dobrém start poskočil na druhou pozici a předjel Kobajašiho na první místo. Po chybě dostal od traťových komisařů penalizaci průjezdem boxů a závod dokončil jako třináctý. Díky vítězství ve sprintu na okruhu v Istanbulu se posunul na druhé místo v průběžném pořadí. Sezonu dokončil jako čtvrtý a byl vyhlášen nejlepším nováčkem roku 2008.
Pro sezonu 2009 přestoupil do juniorského týmu Renault Campos Grand Prix, který teď závodil i pod názvem Addax Team.
V průběhu roku 2009 nastoupil do týmu Renault F1.
V roce 2010 se vrátil zpět do GP2 poté, co nahradil u týmu DAMS Alberto Valerio. S týmem DAMS se stal v roce 2011 mistrem GP2.

## Formule 1
Pro rok 2008 byl potvrzen jako oficiální testovací jezdec týmu Renault F1, když tuto pozici uvolnil Nelson Angelo Piquet. Vůz Formule 1 poprvé vyzkoušel na britském okruhu Silverstone 7. a 8. června 2008. V této roli pokračoval i v sezoně 2009 a po špatných výsledcích Piqueta mladšího postoupil na jeho místo. Na Grand Prix Evropy 2009 se kvalifikoval 14. časem. Pro sezónu 2012 se vrátil jako jezdec týmu Lotus Renault, kde jezdil spolu s Kimi Räikkönenem.

### 2012–2015: Lotus F1
Po třetím místě v kvalifikaci na Grand Prix Austrálie kolidoval ve druhém kole s Pastorem Maldonadem a kvůli vylomenému pravému přednímu kolu závod nedokončil. Po sedmém místě v kvalifikaci ani malajsijskou velkou cenu po vyjetí z tratě po kolizi s Michaelem Schumacherem ve třetím kole nedojel. Z desátého místa obsadil šestou příčku v GP Číny a získal své první body ve Formuli 1. Po sedmém místě v kvalifikaci si díky dobrému startu v Bahrajnu vyjel za třetí příčku své první umístění na stupních vítězů. Po startu ze třetího místa obsadil v Grand Prix Španělska čtvrté místo a v 53. kole zajel nejrychlejší kolo závodu. V Monaku odstartoval čtvrtý, hned po startu se jej snažil vytlačit Fernando Alonso a Grosjean kolidoval s Michaelem Schumacherem a odstoupil. Ve Velké ceně Kanady dojel na druhém místě což je jeho dosavadní nejlepší výsledek v kariéře. V dalším závodě ve Velké ceně Evropy mohl svůj výsledek vylepšit. Ve 41 kole totiž odstoupil těsně za lídrem závodu Alonsem což ho možná připravilo o premiérové vítězství. Ve Velké ceně Belgie způsobil postartovní nehodu při níž musel odstoupit Fernando Alonso, Lewis Hamilton, Sergio Pérez a on sám. Za tuto kolizi dostal trest v podobě zákazu startu v příštím závodě. V Monze ho musel nahradit náhradní jezdec Lotusu Jerome D'Ambrosio. Ve Velké ceně Singapuru dojel na sedmém místě. Ve Velké ceně Japonska opět kolidoval na startu s Markem Webberem který jej označil za blázna. Ve Velké ceně Koreje dojel na sedmém místě. Ve Velké ceně Indie dojel na devátém místě. Ve Velké ceně Saúdské Arábie havaroval s Markem Webberem a Sergiem Perezem. Ve Velké ceně USA dojel na sedmém místě, ve Velké ceně Brazílie nedojel. Pro rok 2013 s ním Lotus prodloužil smlouvu. S 96 body obsadil osmou příčku v Poháru jezdců.

### 2016–2020: Haas F1
Dne 29. září 2015 tým Haas F1 Team potvrdil Romaina Grosjeana jako jezdce ve svém týmu. Grosjean se ve Grand Prix Bahrajnu 2020 dostal do velké nehody, ve které se jeho vůz dostal do plamenů. Od nehody odešel po svých s lehkými popáleninami na rukou. 1. prosince byl propuštěn z nemocnice. Kvůli jeho zraněním nezávodil ani v Grand Prix Abu Zabí 2020, tímto jeho karíera ve Formuli 1 skončila.

## Kompletní výsledky
| Legenda k tabulce | Legenda k tabulce                                                                       |
| Barva             | Výsledek                                                                                |
| ----------------- | --------------------------------------------------------------------------------------- |
| Zlatá             | Vítěz                                                                                   |
| Stříbrná          | 2. místo                                                                                |
| Bronzová          | 3. místo                                                                                |
| Zelená            | Bodované umístění                                                                       |
| Modrá             | Nebodované umístění                                                                     |
| Modrá             | Dokončil neklasifikován (NC)                                                            |
| Fialová           | Odstoupil (Ret)                                                                         |
| Červená           | Nekvalifikoval se (DNQ)                                                                 |
| Červená           | Nepředkvalifikoval se (DNPQ)                                                            |
| Černá             | Diskvalifikován (DSQ)                                                                   |
| Bílá              | Nestartoval (DNS)                                                                       |
| Bílá              | Závod zrušen (C)                                                                        |
| Světle modrá      | Pouze trénoval (PO)                                                                     |
| Světle modrá      | Páteční testovací jezdec (TD)                                                           |
| Bez barvy         | Netrénoval (DNP)                                                                        |
| Bez barvy         | Vyřazen (EX)                                                                            |
| Bez barvy         | Nepřijel (DNA)                                                                          |
| Bez barvy         | Odvolal účast (WD)                                                                      |
| Bez barvy         | Nezúčastnil se (prázdné)                                                                |
| Označení          | Význam                                                                                  |
| Tučnost           | Pole position                                                                           |
| Kurzíva           | Nejrychlejší kolo                                                                       |
| †                 | Jezdec nedojel do cíle, ale byl klasifikován, protože odjel více než 90 % délky závodu. |
| ‡                 | Byl udělován poloviční počet bodů, protože bylo odjeto méně než 75 % délky závodu.      |
| Horní index       | Umístění bodujících jezdců ve sprintu                                                   |

### GP2 Series
| Rok  | Tým            | 1         | 2          | 3           | 4          | 5           | 6          | 7           | 8           | 9          | 10        | 11         | 12         | 13         | 14         | 15        | 16          | 17         | 18         | 19        | 20        | Body | Umístění  |
| ---- | -------------- | --------- | ---------- | ----------- | ---------- | ----------- | ---------- | ----------- | ----------- | ---------- | --------- | ---------- | ---------- | ---------- | ---------- | --------- | ----------- | ---------- | ---------- | --------- | --------- | ---- | --------- |
| 2008 | ART Grand Prix | CAT FEA 5 | CAT SPR 13 | IST FEA 2   | IST SPR 1  | MON FEA Ret | MON SPR 10 | MAG FEA Ret | MAG SPR Ret | SIL FEA 5  | SIL SPR 8 | HOC FEA 2  | HOC SPR 4  | HUN FEA 17 | HUN SPR 12 | VAL FEA 3 | VAL SPR Ret | SPA FEA 1  | SPA SPR 9  | MNZ FEA 4 | MNZ SPR 3 | 62   | 4. místo  |
| 2009 | Barwa Addax    | CAT FEA 1 | CAT SPR 2  | MON FEA 1   | MON SPR 17 | IST FEA Ret | IST SPR 12 | GSIL FEA 5  | SIL SPR 4   | NÜR FEA 18 | NÜR SPR 5 | HUN FEA 10 | HUN SPR 4  | VAL FEA    | VAL SPR    | SPA FEA   | SPA SPR     | MNZ FEA    | MNZ SPR    | ALG FEA   | ALG SPR   | 45   | 4. místo  |
| 2010 | DAMS           | CAT FEA   | CAT SPR    | MON FEA     | MON SPR    | IST FEA     | IST SPR    | VAL FEA     | VAL SPR     | SIL FEA    | SIL SPR   | HOC FEA 20 | HOC SPR 19 | HUN FEA    | HUN SPR    | SPA FEA 3 | SPA SPR 6   | MNZ FEA 13 | MNZ SPR 17 | YMC FEA 6 | YMC SPR 3 | 14   | 14. místo |
| 2011 | DAMS           | IST FEA 1 | IST SPR 10 | CAT FEA DSQ | CAT SPR 9  | MON FEA 4   | MON SPR 3  | VAL FEA 1   | VAL SPR Ret | SIL FEA 4  | SIL SPR 1 | NÜR FEA 3  | NÜR SPR 1  | HUN FEA 1  | HUN SPR 3  | SPA FEA 3 | SPA SPR 4   | MNZ FEA 3  | MNZ SPR 21 |           |           | 89   | 1. místo  |

### GP2 Asia Series
| Rok  | Tým            | 1          | 2           | 3         | 4         | 5         | 6         | 7         | 8           | 9          | 10           | Body | Umístění |
| ---- | -------------- | ---------- | ----------- | --------- | --------- | --------- | --------- | --------- | ----------- | ---------- | ------------ | ---- | -------- |
| 2008 | ART Grand Prix | DUB1 FEA 1 | DUB1 SPR 1  | SEN FEA 4 | SEN SPR 4 | SEP FEA 9 | SEP SPR 2 | BHR FEA 1 | BHR SPR Ret | DUB2 FEA 1 | DUB2 SPR Ret | 61   | 1. místo |
| 2011 | DAMS           | YMC FEA 2  | YMC SPR Ret | IMO FEA 1 | IMO SPR 7 |           |           |           |             |            |              | 24   | 1. místo |

### Formule 1
| Rok                                            | Tým                      | Šasi             | Motor                                | 1       | 2       | 3      | 4       | 5       | 6       | 7       | 8       | 9       | 10      | 11      | 12      | 13      | 14      | 15      | 16      | 17     | 18      | 19      | 20      | 21     | Body | Umístění  |
| ---------------------------------------------- | ------------------------ | ---------------- | ------------------------------------ | ------- | ------- | ------ | ------- | ------- | ------- | ------- | ------- | ------- | ------- | ------- | ------- | ------- | ------- | ------- | ------- | ------ | ------- | ------- | ------- | ------ | ---- | --------- |
| 2009                                           | ING Renault F1 Team      | Renault R29      | Renault RS27 2,4 V8                  | AUS     | MAL     | CHN    | BHR     | ESP     | MON     | TUR     | GBR     | GER     | HUN     | EUR 15  | BEL Ret | ITA 15  |         |         |         |        |         |         |         |        | 0    | 23. místo |
| 2009                                           | Renault F1 Team          | Renault R29      | Renault RS27 2,4 V8                  |         |         |        |         |         |         |         |         |         |         |         |         |         | SIN Ret | JPN 16  | BRA 13  | ABU 18 |         |         |         |        | 0    | 23. místo |
| 2010: Romain Grosjean se neúčastnil Formule 1. |                          |                  |                                      |         |         |        |         |         |         |         |         |         |         |         |         |         |         |         |         |        |         |         |         |        |      |           |
| 2011                                           | Lotus Renault GP         | Renault R31      | Renault RS27 2,4 V8                  | AUS     | MAL     | CHN    | TUR     | ESP     | MON     | CAN     | EUR     | GBR     | GER     | HUN     | BEL     | ITA     | SIN     | JPN     | KOR     | IND    | ABU TD  | BRA TD  |         |        | –    | –         |
| 2012                                           | Lotus F1 Team            | Lotus E20        | Renault RS27-2012 2,4 V8             | AUS Ret | MAL Ret | CHN 6  | BHR 3   | ESP 4   | MON Ret | CAN 2   | EUR Ret | GBR 6   | GER 18  | HUN 3   | ITA     | BEL Ret | SIN 7   | JPN 19† | KOR 7   | IND 9  | ABU Ret | USA 7   | BRA Ret |        | 96   | 8. místo  |
| 2013                                           | Lotus F1 Team            | Lotus E21        | Renault RS27-2012 2,4 V8             | AUS 10  | MAL 6   | CHN 9  | BHR 3   | ESP Ret | MON Ret | CAN 13  | GBR 19† | GER 3   | HUN 6   | BEL 8   | ITA 8   | SIN Ret | JPN 3   | KOR 3   | IND 3   | ABU 4  | USA 2   | BRA Ret |         |        | 132  | 7. místo  |
| 2014                                           | Lotus F1 Team            | Lotus E22        | Renault F1-2014 1,6 V6 t             | AUS Ret | MAL 11  | BHR 12 | CHN Ret | ESP 8   | MON 8   | CAN Ret | AUT 14  | GBR 12  | GER Ret | HUN Ret | BEL Ret | ITA 16  | SIN 13  | JPN 15  | RUS 17  | USA 11 | BRA 17† | ABU 13  |         |        | 8    | 14. místo |
| 2015                                           | Lotus F1 Team            | Lotus E23 Hybrid | Mercedes-Benz PU106B Hybrid 1,6 V6 t | AUS Ret | MAL 11  | CHN 7  | BHR 7   | ESP 8   | MON 12  | CAN 10  | AUT Ret | GBR Ret | HUN 7   | BEL 3   | ITA Ret | SIN 13† | JPN 7   | RUS Ret | USA Ret | MEX 10 | BRA 8   | ABU 9   |         |        | 51   | 11. místo |
| 2016                                           | Haas F1 Team             | Haas VF-16       | Ferrari 061 1,6 V6 t                 | AUS 6   | BHR 5   | CHN 19 | RUS 8   | ESP Ret | MON 13  | CAN 14  | EUR 13  | AUT 7   | GBR Ret | HUN 14  | GER 13  | BEL 13  | ITA 11  | SIN DNS | MAL Ret | JPN 11 | USA 10  | MEX 20  | BRA DNS | ABU 11 | 29   | 13. místo |
| 2017                                           | Haas F1 Team             | Haas VF-17       | Ferrari 062/2 1,6 V6 t               | AUS Ret | CHN 11  | BHR 8  | RUS Ret | ESP 10  | MON 8   | CAN 10  | AZE 13  | AUT 6   | GBR 13  | HUN Ret | BEL 7   | ITA 15  | SIN 9   | MAL 13  | JPN 9   | USA 14 | MEX 15  | BRA 15  | ABU 11  |        | 28   | 13. místo |
| 2018                                           | Haas F1 Team             | Haas VF-18       | Ferrari 063 1,6 V6 t                 | AUS Ret | BAH 13  | CHN 17 | AZE Ret | ESP Ret | MON 15  | CAN 12  | FRA 11  | AUT 4   | GBR Ret | GER 6   | HUN 10  | BEL 7   | ITA DSQ | SIN 15  | RUS 11  | JPN 8  | USA Ret | MEX 16  | BRA 8   | ABU 9  | 37   | 14. místo |
| 2019                                           | Rich Energy Haas F1 Team | Haas VF-19       | Ferrari 064 1,6 V6 t                 | AUS Ret | BAH Ret | CHN 11 | AZE Ret | ESP 10  | MON 10  | CAN 14  | FRA Ret | AUT 16  | GBR Ret | GER 7   | HUN Ret | BEL 13  | ITA 16  |         |         |        |         |         |         |        | 8    | 18. místo |
| 2019                                           | Haas F1 Team             | Haas VF-19       | Ferrari 064 1,6 V6 t                 |         |         |        |         |         |         |         |         |         |         |         |         |         |         | SIN 11  | RUS Ret | JPN 13 | MEX 17  | USA 15  | BRA 13  | ABU 15 | 8    | 18. místo |
| 2020                                           | Haas F1 Team             | Haas VF-20       | Ferrari 065 1,6 V6 t                 | AUT Ret | STY 13  | HUN 16 | GBR 16  | 70A 16  | ESP 19  | BEL 15  | ITA 12  | TUS 12  | RUS 17  | EIF 9   | POR 17  | EMI 14  | TUR Ret | BHR Ret | SKR     | ABU    |         |         |         |        | 2    | 19. místo |

### IndyCar Series
| Rok  | Tým                                   | Šasi         | Č. | Motor | 1      | 2      | 3   | 4   | 5     | 6    | 7      | 8      | 9     | 10    | 11     | 12    | 13     | 14     | 15    | 16  | Umístění | Body  |
| ---- | ------------------------------------- | ------------ | -- | ----- | ------ | ------ | --- | --- | ----- | ---- | ------ | ------ | ----- | ----- | ------ | ----- | ------ | ------ | ----- | --- | -------- | ----- |
| 2021 | Dale Coyne Racing w/ Rick Ware Racing | Dallara DW12 | 51 | Honda | ALA 10 | STP 13 | TXS | TXS | IMS 2 | INDY | DET 23 | DET 24 | ROA 5 | MDO 7 | NSH 16 | IMS 2 | GTW 14 | POR 22 | LAG 3 | LBH | 15.*     | 266b* |